# Jürgen Kremb
Jürgen Kremb (* 1957) ist ein deutscher Journalist, Buchautor, Blogger und Startup-Manager, der in Wien und Singapur lebt.

## Leben
Kremb studierte von 1982 bis 1988 Ostasienwissenschaften (Sinologie, Japanologie, Tibetologie), Volkswirtschaft und Journalismus an der Freien Universität Berlin und in Taiwan. Zwischen 1982 und 1990 war er Asien-Korrespondent und Auslandsredakteur der taz, danach bis 1991 für die Frankfurter Rundschau in Peking tätig. Von 1992 bis 2013 schrieb er als Korrespondent des Spiegel aus Peking, Singapur und Wien. Im November 1998 musste er wegen stets unbestätigter Vorwürfen, interne Dokumente des Militärs und der politischen Führung besessen zu haben, China innerhalb von 48 Stunden verlassen. 2014 schrieb er für das Handelsblatt und die Neue Zürcher Zeitung aus Singapur.
2012 gründete Kremb in Wien das internationale Musikgymnasium „Amadeus – International School of Music Vienna“ und wurde dessen erster Direktor. Unterrichtssprache an der Schule ist Englisch, zusätzlich wird auch Chinesisch unterrichtet.
Daneben veröffentlichte er Bücher über Asien und über das Bundeskriminalamt, betreibt eine Beratungsfirma mit Sitz in Singapur und Wien und schrieb für die Neue Zürcher Zeitung, das Handelsblatt, das Manager-Magazin, den Spiegel und gelegentlich bei Die Achse des Guten. Dazu betreibt Kremb seit März 2021 seinen eigenen Asien-Blog, Der Rikscha-Reporter, der eine Fortführung seiner früheren Kolumne Rikscha-Report auf Spiegel Online darstellt.
Von Januar 2019 bis zum Februar 2021 verwaltete Kremb als Generalsekretär die Tagesgeschäfte des Austrian Chinese Institute of Economics and Science (ACIES), einer regierungsnahen Wirtschaftsplattform und Thinktanks in Wien. ACIES hatte sich zum Ziel gesetzt, die Beziehungen zwischen China und Österreich besonders zum Thema „Neue Seidenstraße“, Wirtschaft, Kultur und Politik zu intensivieren.
Seit März 2021 ist Kremb der Firmenrepräsentant des österreichischen Biotech-Startups THT Biomaterials GmbH für Ostasien mit Sitz in Singapur.

## Bücher
- Reportagen aus China : Einblicke in die Volksrepublik, Taiwan, Hongkong und Tibet., Junius, 1987, ISBN 978-3-88506-153-3
- Bis zum letzten Atemzug : Wei Jingsheng und das Schicksal einer chinesischen Familie. Piper, 1997, ISBN 978-3-492-03971-0
- (Als Co-Autor zusammen mit dem BKA-Zielfahnder Michael von Wedel, der Kremb seine Lebensgeschichte erzählt.) Die Abrechnung: Ein Ex-BKA-Agent packt aus. Herbig, 2008, ISBN 978-3-77662-571-4
- Der Rikscha-Reporter: Erkundungen in Südostasien. Herbig, 2009, ISBN 978-3-77662-597-4